# Calamagrostis pickeringii
Calamagrostis pickeringii là một loài thực vật có hoa trong họ Hòa thảo. Loài này được A.Gray mô tả khoa học đầu tiên năm 1848.

## Hình ảnh

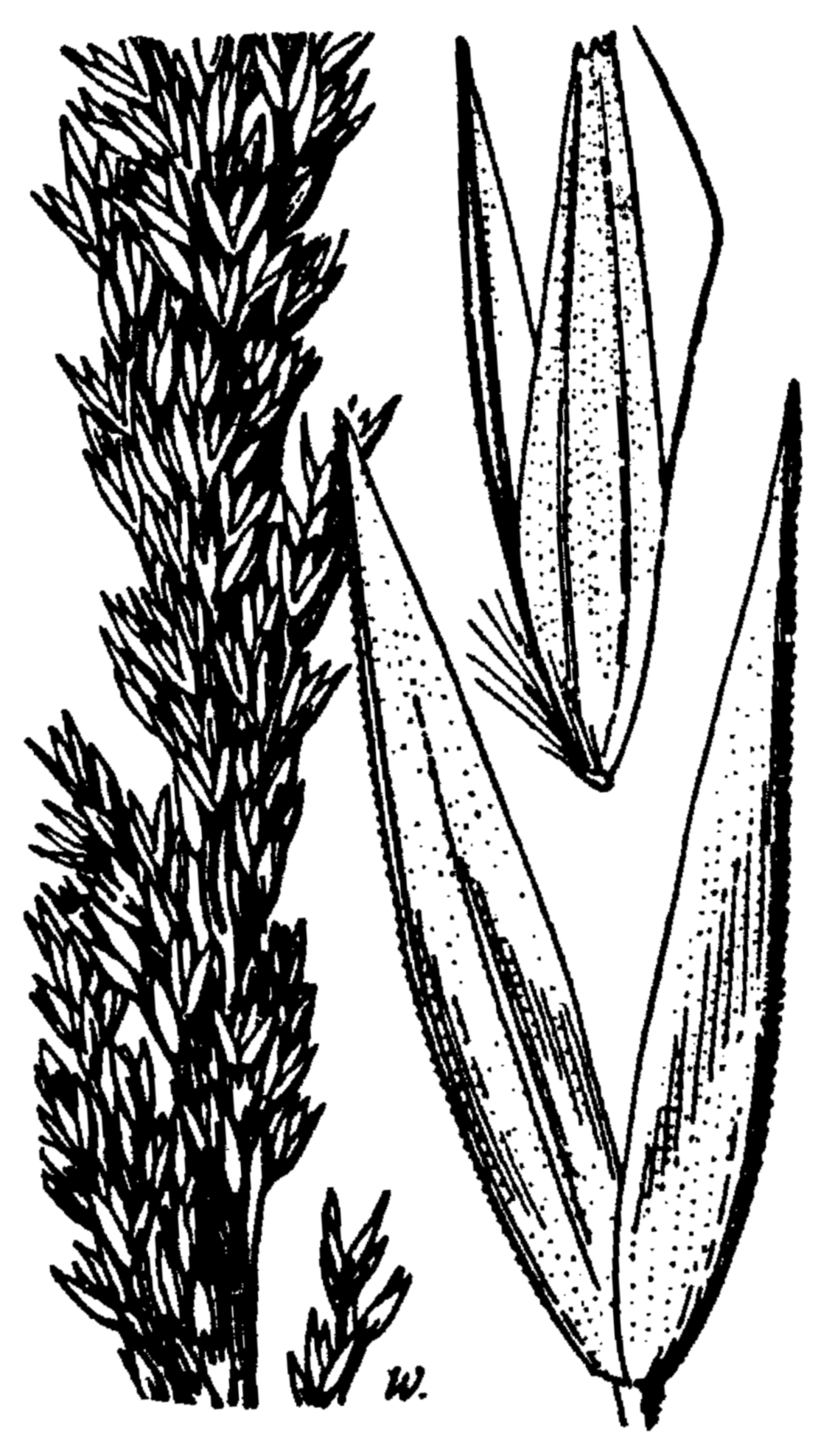